# Sant Martí de Llémena
Sant Martí de Llémena ist eine katalanische Gemeinde in der Provinz Girona im Nordosten Spaniens. Sie liegt in der Comarca Gironès.

## Weblinks

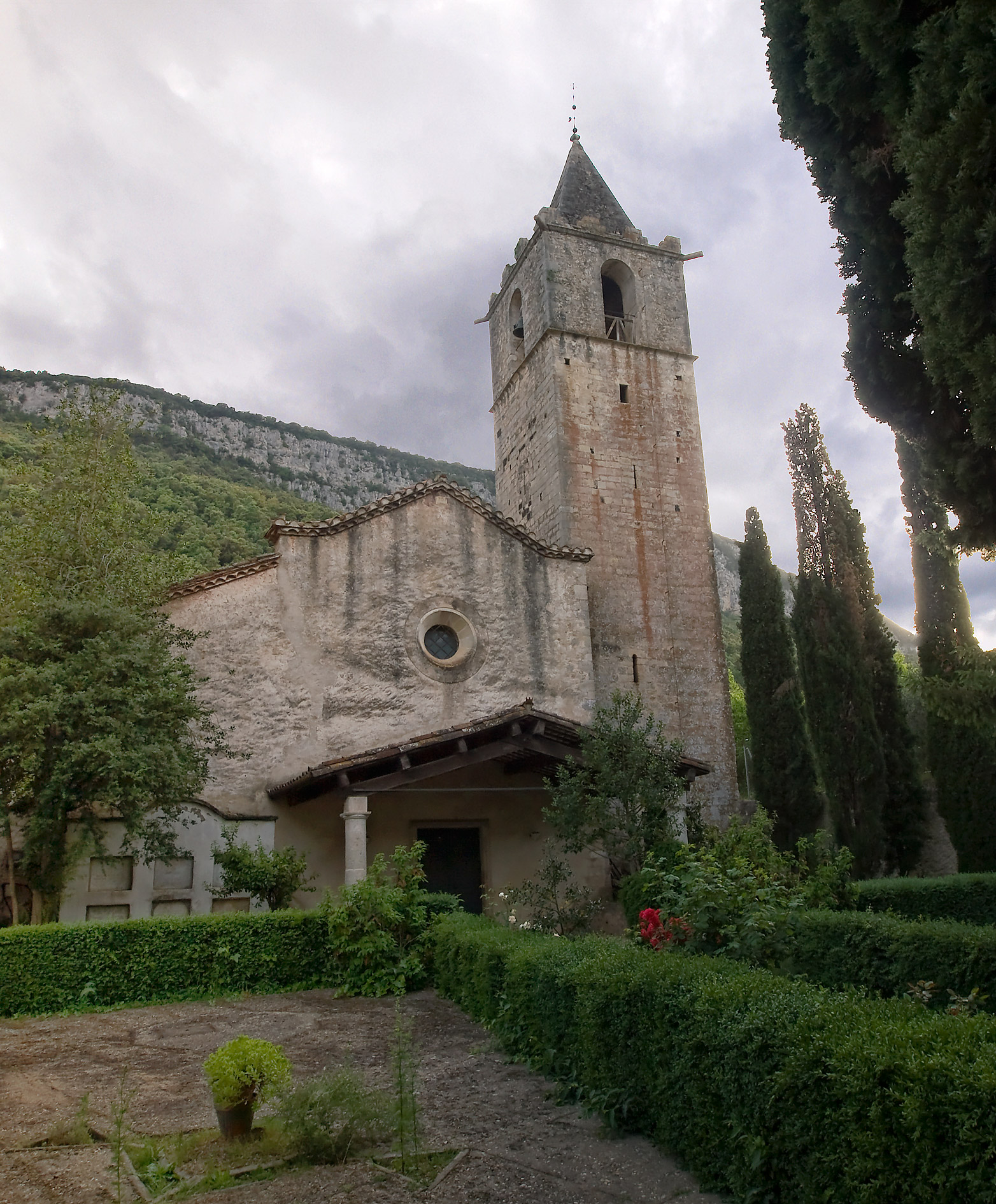
Kirche Sant Martí de Llémena